# Juab County
Juab County ist ein County im Bundesstaat Utah der Vereinigten Staaten. Beim United States Census 2020 hatte das County 11.786 Einwohner. Der Verwaltungssitz (County Seat) ist Nephi.

## Geographie
Das County hat eine Gesamtfläche von 8822 Quadratkilometer. Davon sind 38 Quadratkilometer Wasserflächen. Es grenzt im Uhrzeigersinn an die Countys: Tooele County, Utah County, Millard County, Sanpete County und White Pine County (Nevada).

## Geschichte
Juab County wurde im Jahre 1852 gegründet. Es hat seinen Namen nach einem indianischen Wort für Tal (valley) Juab erhalten.

## Demografische Daten

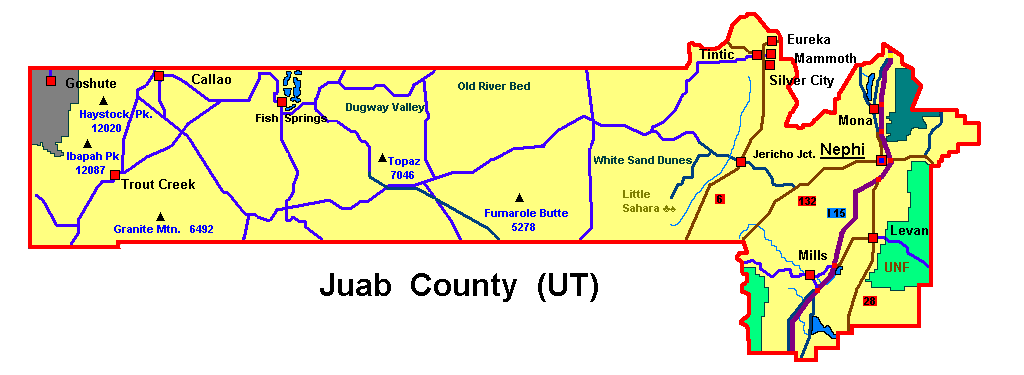
Juab County (UT) Details

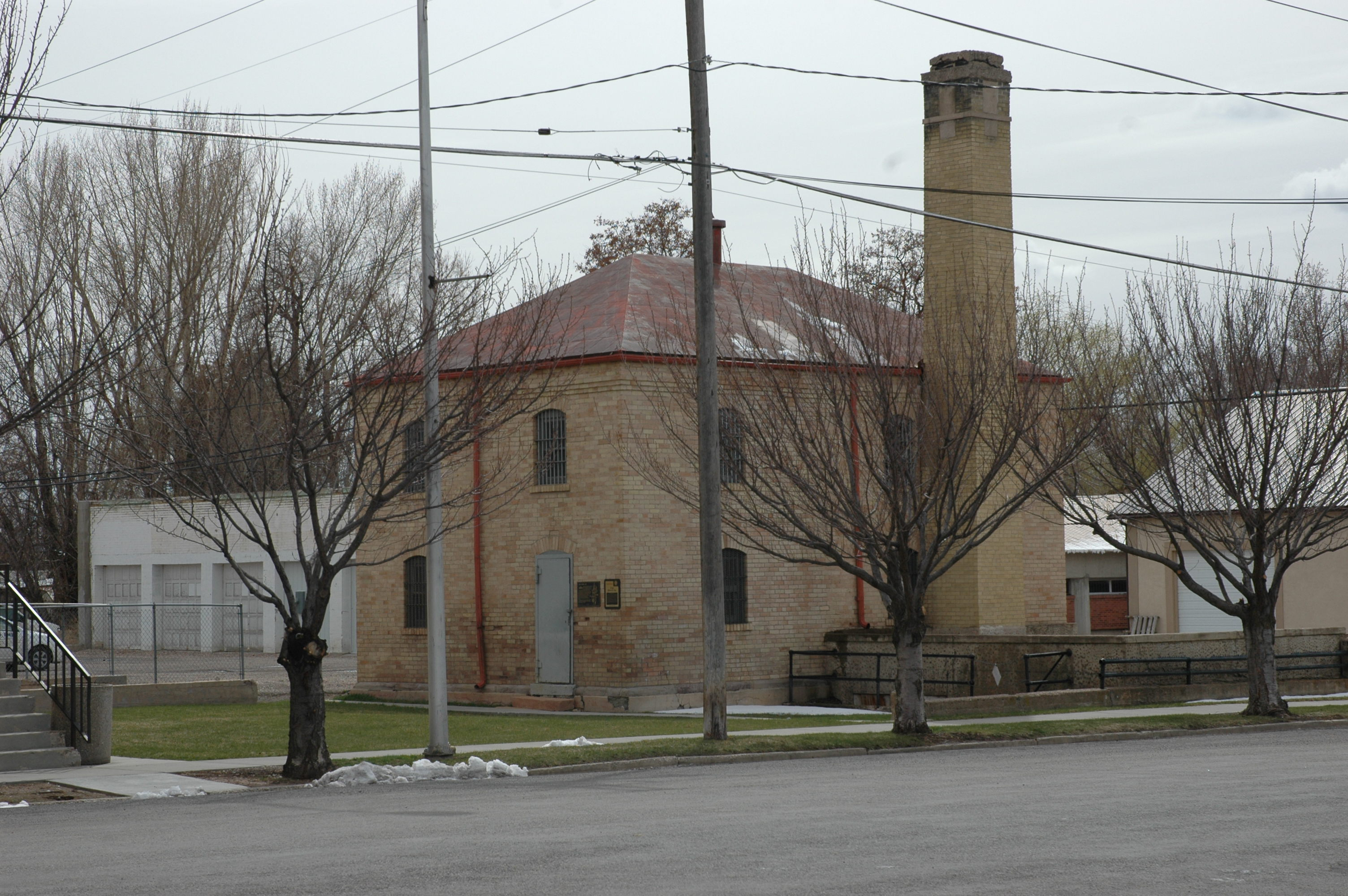
Juab County Jail (Bezirksgefängnis), gelistet im NRHP mit der Nr. 87002060

Nach der Volkszählung im Jahr 2000 lebten im Juab County 8238 Menschen. Es gab 2456 Haushalte und 1981 Familien. Die Bevölkerungsdichte betrug 1 Einwohner pro Quadratkilometer. Ethnisch betrachtet setzte sich die Bevölkerung zusammen aus 96,56 % Weißen, 0,15 % Afroamerikanern, 1,02 % amerikanischen Ureinwohnern, 0,34 % Asiaten, 0,05 % Bewohnern aus dem pazifischen Inselraum und 0,86 % aus anderen ethnischen Gruppen; 1,02 % stammten von zwei oder mehr ethnischen Gruppen ab. 2,63 % der Bevölkerung waren spanischer oder lateinamerikanischer Abstammung.
Von den 2456 Haushalten hatten 49,30 % Kinder und Jugendliche unter 18 Jahre, die bei ihnen lebten. 69,10 % waren verheiratete, zusammenlebende Paare, 7,90 % waren allein erziehende Mütter. 19,30 % waren keine Familien. 17,50 % waren Singlehaushalte und in 9,10 % lebten Menschen im Alter von 65 Jahren oder darüber. Die Durchschnittshaushaltsgröße betrug 3,31 und die durchschnittliche Familiengröße lag bei 3,79 Personen.
Auf das gesamte County bezogen setzte sich die Bevölkerung zusammen aus 38,60 % Einwohnern unter 18 Jahren, 9,40 % zwischen 18 und 24 Jahren, 25,20 % zwischen 25 und 44 Jahren, 16,90 % zwischen 45 und 64 Jahren und 9,80 % waren 65 Jahre alt oder darüber. Das Durchschnittsalter betrug 26 Jahre. Auf 100 weibliche Personen kamen 100,30 männliche Personen, auf 100 Frauen im Alter ab 18 Jahren kamen statistisch 96,50 Männer.
Das jährliche Durchschnittseinkommen eines Haushalts betrug 38.139 USD, das Durchschnittseinkommen der Familien betrug 42.655 USD. Männer hatten ein Durchschnittseinkommen von 33.621 USD, Frauen 21.394 USD. Das Prokopfeinkommen betrug 12.790 USD. 10,40 % der Bevölkerung und 7,90 % der Familien lebten unterhalb der Armutsgrenze. 10,70 % davon waren unter 18 Jahre und 14,50 % waren 65 Jahre oder älter.

## Städte und Orte
- Callao
- Champlin
- Dennis
- Diamond
- Eureka
- Goshute
- Gypsum Mill
- Jericho
- Joy
- Juab
- Knight
- Knightville
- Levan
- Mammoth
- Mammoth Junction
- McIntyre
- Mills
- Mona
- Nephi
- Parley
- Partoun
- Red Point
- Rocky Ridge
- Sharp
- Silver City
- Soma
- Starr
- Tintic Junction
- Trout Creek
- Uisco